# Cycasis rubiginosa
Cycasis rubiginosa là một loài tò vò trong họ Ichneumonidae.